# Reinhold Roth

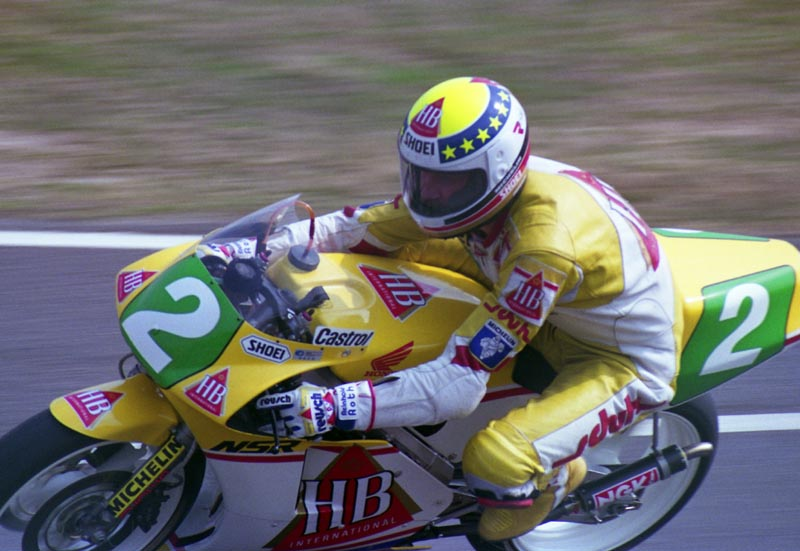
Reinhold Roth tijdens de Grand Prix van Japan 1990.

Reinhold Roth (Amtzell, 4 maart 1953 - Wangen im Allgäu, 15 oktober 2021) was een Duits motorcoureur. In 1982 werd hij kampioen in de 250 cc-klasse van het Europees kampioenschap wegrace. Hij was drievoudig Grand Prix-winnaar in het wereldkampioenschap wegrace.

## Carrière
Roth volbracht studies als verkoper en als motormonteur, voordat hij in 1975 zijn motorsportdebuut maakte in de OMK-Pokal op een 125 cc Maico. In 1976 stapte hij over naar een 250 cc Yamaha en won hierop de seizoensfinale. In 1977 won hij twaalf races en werd hij viermaal tweede, waardoor hij het kampioenschap behaalde in zowel de 250 cc- als in de 500 cc-klasse van de OMK-Pokal; beide titels behaalde hij op een Yamaha. In 1978 won hij voor Yamaha het Duitse 250 cc-kampioenschap, waarmee hij Toni Mang versloeg.
In 1979 debuteerde Roth in het wereldkampioenschap wegrace in zowel de 250 cc- als de 350 cc-klassen voor Yamaha. In de 250 cc scoorde hij geen punten, terwijl in de 350 cc een achtste plaats in de Grand Prix der Naties zijn enige puntenfinish was. Halverwege het seizoen brak hij zijn os scaphoideum bij een ongeluk, waardoor hij de rest van het seizoen niet meer in actie kon komen. In 1980 werd hij professioneel coureur en kwam hij uit voor het team van Helmut Fath in het WK 250 cc. Na twee top 10-finishes kwam hij ten val in de trainingen voor de Grand Prix van Frankrijk, waarbij hij breuken opliep in zijn scheenbeen en dijbeen. Hij was voor de rest van het seizoen uitgeschakeld.
In 1981 werd Roth tweede in het Duits kampioenschap wegrace. In 1982 werd hij kampioen in de 250 cc-klasse van het Europees kampioenschap wegrace met overwinningen op het TT-Circuit Assen, Donington Park en het Circuito Permanente del Jarama. In het Europese 500 cc-kampioenschap miste hij de titel vanwege fysieke problemen en een niet-competitieve motorfiets. Desondanks werd hij wel kampioen in het Duitse 500 cc-kampioenschap. Tevens keerde hij dat jaar terug in het WK 250 cc in de Grand Prix van San Marino, waarin hij zevende werd. Ook debuteerde hij in het WK 500 cc waarin hij voor Suzuki vijf races reed, met een dertiende plaats in Joegoslavië als beste resultaat.
In 1983 won Roth de titel in het Duitse 250 cc-kampioenschap. Verder reed hij in zeven races van het WK 250 cc, met een vijfde plaats in zijn thuisrace als beste resultaat. In 1984 won hij het Duitse 500 cc-kampioenschap en nam hij ook deel aan een volledig seizoen in het WK 500 cc voor Honda. Een zevende plaats in Oostenrijk was zijn beste resultaat en hij werd met 14 punten dertiende in de eindstand. In 1985 reed hij enkel in het WK 250 cc op een Juchem-Yamaha. In Groot-Brittannië behaalde hij zijn eerste podiumfinish in het wereldkampioenschap met een tweede plaats achter Toni Mang. Hij reed enkel de helft van de races en werd met 29 punten negende in het klassement.
In 1986 reed Roth in het Duitse 250 cc-kampioenschap voor het team van Hartmut Bischoff en won hij opnieuw de titel. In het WK 250 cc reed hij zijn eerste volledige seizoen en was een vierde plaats in Groot-Brittannië zijn beste resultaat. Met 10 punten werd hij zestiende in het kampioenschap. In 1987 kreeg hij voor het eerst een fabrieksmotor van Honda. In zeven van de eerste acht races stond hij op het podium en in Frankrijk behaalde hij zijn eerste Grand Prix-zege. Hij stond lange tijd aan de leiding van het kampioenschap, maar werd met 108 punten tweede in de eindstand achter Toni Mang.
In 1988 brak Roth zijn been in een niet-kampioenschapsrace, waardoor zijn kampioenschapsaspiraties verdwenen. Hij miste de seizoensopener in Japan en behaalde enkel in Oostenrijk het podium. Met 158 punten werd hij uiteindelijk vijfde in het kampioenschap. In 1989 werd hij tweede in Duitsland, Joegoslavië, Groot-Brittannië en Zweden en behaalde hij zeges in de TT van Assen en in Tsjecho-Slowakije. Met 190 punten werd hij achter Sito Pons tweede in het kampioenschap.
1990 zou het laatste seizoen van Roth in het wereldkampioenschap worden. In de eerste zes races was een vierde plaats in de Verenigde Staten zijn beste resultaat. In Joegoslavië maakte Roth echter een zwaar ongeluk mee. Hij reed in de kopgroep, die de langzaam rijdende Darren Milner, die onderweg was naar de pits met een mechanisch probleem, op een ronde. De eerste vijf rijders konden Milner, die op de ideale lijn reed, ontwijken, maar Roth reed als de zesde coureur op volle snelheid tegen hem aan zonder hem gezien te hebben. Àlex Crivillé kon de twee coureurs niet ontwijken en kwam ook ten val. Roth belandde in een coma met vele kwetsuren, waarvan een zware schedelbasisfractuur en hersenbloedingen de ernstigste waren. Zijn hersenen kregen acht minuten lang geen zuurstof en hierna werd de kans op overleven geschat op 10%. Hij verbleef twee weken in een ziekenhuis in Rijeka, waarna hij naar een kliniek in Ravensburg werd gebracht. Na ruim een half jaar ontwaakte hij uit zijn coma en na twee jaar revalidatie mocht hij naar huis.
Roth bleef de lest van zijn leven last houden van de verwondingen die hij opliep bij de crash, zo bleef hij voor de rest van zijn leven in een rolstoel. Ook functioneerden zijn nieren niet goed meer. In oktober 2021 een kreeg hij eenklaplong opliep. Hij werd gereanimeerd en naar een ziekenhuis gebracht, waar hij op 15 oktober op 68-jarige leeftijd overleed.